# Verena Becker
Verena Becker (ur. 31 lipca 1952 w Berlinie) – niemiecka, skrajnie lewicowa terrorystka, działaczka Ruchu 2 Czerwca i RAF.

## Życiorys
Brała udział w zamachu bombowym w 1972 na Berlin British Yacht Club w Berlinie Zachodnim, po którym została aresztowana i w 1974 skazana na sześć lat więzienia. Zarzucano jej także uczestnictwo w zamachu na Siegfrieda Bubacka.
27 lutego 1975 członkowie Ruchu 2 Czerwca porwali przewodniczącego berlińskiej CDU Petera Lorenza, żądając w zamian uwolnienia swoich towarzyszy. Wówczas rząd RFN przystał na żądania terrorystów, i wypuścił Becker i innych członków RAF z więzienia. Wraz z Gabriele Kröcher-Tiedemann, Ingrid Siepmann, Rolfem Heißlerem i Rolfem Pohle wyjechała następnie do Ludowej Republiki Jemenu.
Została ponownie aresztowana 3 maja 1977 wraz z Günterem Sonnenbergiem i skazana na dożywocie. Wyszła na wolność 30 listopada 1989, ułaskawiona przez ówczesnego prezydenta Richarda von Weizsäckera.